# 중복등기
중복등기(重複登記)란 동일한 부동산에 대해 등기용지가 따로 개설되면서 각각 소유권보존등기가 된 것을 말한다. 중복등기는 이중소유권보존등기이며 1부동산1등기용지원칙 위반이며 등기부취득시효의 기초가 될 수 없다.

## 조문

### 부동산 등기법 제15조(물적 편성주의)
(1) 등기부에는 1필의 토지 또는 1동의 건물에 대하여 1용지를 사용한다. 그러나 1동의 건물을 구분한 건물은 1동의 건물에 속하는 전부에 대하여 1용지를 사용한다.
(2) 동일한 등기소의 관할에 속하는 부동산이 등기부를 분설한 여러 개의 구획에 걸쳐 있을 때에는 그 1개 구획의 등기부에만 그 부동산에 관한 용지를 사용한다.

### 부동산등기법 제15조의2 (중복등기의 정리)
등기관은 동일한 토지에 관하여 중복하여 등기된 것을 발견한 경우에는 대법원규칙으로 정하는 절차에 따라 중복등기가 되어 있는 등기용지 중 하나는 남겨두고 나머지는 쓰지 못하게 하는 방법으로 정리하여야 한다.

## 사항란의 중복등기
판례는 동일인 명의로 중복등기가 된 경우, 실체관계를 묻지 않고 후의 보존등기를 무효로 본다. 따라서 이 무효인 등기에 기초하여 타인 명의로 소유권이전등기가 마쳐진 때에도 그 등기 역시 무효가 된다.

## 판례
- 먼저 된 등기가 실제와 현격한 차이가 있는 경우에는 먼저 된 등기는 공시의 효력을 보유한 등기라 할 수 없는 것이므로 후에 된 등기가 우선하는 것이고 그 후 먼저 된 등기를 실체관계에 부합하도록 경정등기를 하였다 하더라도 경정등기는 무효인 것이다.[1]
- 지번표시는 그 지상에 건립된 건물을 상호 식별하는데 중요한 요건의 하나이므로 건물보존등기의 지번표시가 뒤바뀌어 잘못되었다면 이는 실질관계에 부응하는 유효한 등기라고 할 수 없고 그 건물에 대하여 따로 실질관계에 부응하는 보존등기가 된 영후에는 지번표시가 잘못된 건물등기는 벌써 경정등기 절차에 의해서 유효한 취급을 받게 될 여지조차 없게 되었다 할 것이다.[2]